# アリア＝ロイヤル・ヨルダン航空600便墜落事故
アリア＝ロイヤル・ヨルダン航空600便墜落事故とは1979年3月14日にカタールで発生した航空事故である。

## 概要
アリア＝ロイヤル・ヨルダン航空（当時、現ロイヤル・ヨルダン航空）の600便は事故当時アンマンとマスカットをドーハ経由で結ぶ国際線の路線だった。事故機のボーイング727-2D3 （機体記号:JY-ADU、製造番号:1061）は夜間に経由地のドーハ国際空港の滑走路34をゴーアラウンドしている最中、雷雲に遭遇。その際にダウンバーストを受け、耐えられなくなった機体は高度230m（750フィート） から一気に落下しそのまま地面に墜落。49人の乗客と15人の乗員の内41人の乗客と4人の乗員が死亡した。尚この死者には日本人2人も含まれている。